# 검은가슴물떼새
검은가슴물떼새는 도요목 물떼새과에 속하는 새이다.

## 생김새
개꿩과 유사하지만 겨드랑이와 날개아랫면이 회갈색이다. 여름깃은 몸윗면에 황갈색에 검은 무늬가 있고 몸아랫면이 검은색이다. 이마에서부터 옆구리까지 흰색 선이 이어져 있다. 겨울깃은 얼굴이 흐린 황갈색이고 가슴에 회흑색 기운이 있다. 어린새는 황갈색 무늬가 많고 목, 가슴, 옆구리에 흑갈색 줄무늬들이 있다.

## 생태
러시아 중북부에서 알래스카 서부까지 번식하고 아프리카 동부, 인도, 동남아시아, 호주, 뉴질랜드 등에서 월동한다. 한국에서는 흔한 나그네새이다.

논이나 갯벌 등에서 갯지렁이, 곤충 유충 등을 먹는다.